# Competence Call Center
Competence Call Center (CCC) este un furnizor european de servicii de Call center⁠(en)[traduceți], cu mai mult de 4500 de angajați în 7 țări. Competence Call Center oferă servicii de preluare apeluri de tip linie verde, campanii de contactare a clienților, corespondență prin e-mail/fax/scrisori, asistență prin live chat, monitorizare și răspuns social media și soluții de eCommerce (comerț electronic). De la înființare, în 1998, CCC a efectuat peste 100 de milioane de apeluri.

## Istoric
Competence Call Center a fost fondată în luna iulie a anului 1998 de către Thomas Kloibhofer, la Viena. În 2001, CCC a deschis  prima locație din afara  Austriei, la Berlin. Următoarele locații au fost deschise în  Elveția, Slovacia, România, Turcia și Franța. În prezent, CCC are 11 sedii, iar cel mai nou dintre ele a fost deschis în 2013 la Dresda.

## Servicii
- Incoming Hotlines
- Campanii Outgoing
- Corespondență prin e-mail/fax/scrisori
- Asistență prin live chat
- Monitorizare social media
- Răspunsuri social media
- Soluții de eCommerce

## Premii
CCC a obținut 42 de premii internaționale de la înființare până în prezent, dintre care cinci în 2013: 
"Cel mai bun contact center din lume" - premiu câștigat de filiala CCC Dresda la finala mondială a Premiilor Contact Center; LivePerson 2013 - Livechat La categoria "Team Manager al anului pentru soluții externalizate de chat”;  "Bizz Award 2013 -  Competence Call Center a primit premiul „BIZZ EUROPE Award 2013” al Confederației Mondiale de Afaceri;
Stevie 2013 - Samsung și Competence Call Center  au câștigat trofeul de aur la categoria "Vânzări și Relații Clienți” 2013 și la categoria „Front-line Customer Service Team of the Year".

## Informații suplimentare
- Industrie: Outsourcing
- Data înființării: 1 iulie 1998
- Consiliul Executiv: Christian Legat, Ulf Herbrechter, Dr. Veronika Weiss
- Filiale: Berlin Friedrichshain, Berlin Prenzlauer Berg, Bratislava, București, Dresda, Essen, Istanbul, Leipzig, Paris, Viena, Zurich
- Sediul central: Viena, Austria
- Zona de activitate: Europa
- 11 locații: Berlin Friedrichshain, Berlin Prenzlauer Berg, Bratislava, București, Dresda, Essen, Istanbul, Leipzig, Paris, Viena, Zurich
- 7 țări: Austria, Franța, Germania, România, Elveția, Slovacia, Turcia
- Limbi vorbite: 25
- Servicii: Externalizare - Line verde primire apeluri, Campanii de apeluri, Comunicare prin e-mail și corespondență scrisă
- Angajați: peste 4.500
- Website: www.yourccc.com